# 韋萊斯市鎮

韋萊斯市鎮在北馬其頓的位置

韋萊斯市鎮是北馬其頓的一個市镇，行政中心为韋萊斯，属于瓦尔达尔统计区，總面積427.45平方公里，2020年人口54,678。
該市镇西接查什卡市镇和泽莱尼科沃市镇，北鄰彼得羅韋茨市鎮，東臨格拉德斯科市镇、洛佐沃市鎮和聖尼古萊市鎮。

## 外部連結
- 官方网站
- Veles municipality on a Macedonian general information Site （页面存档备份，存于）